# Надсеменник
Надсеменникът (епидидим) (на латински: epididymis) представлява силно нагънат канал, прикрепен към върха на семенника и задната му страна. Семеносните канали на семенника се обединяват в по-големи семенни канали, които образуват надсеменника. Разгънат, надсеменникът може да достигне 6 – 8 m на дължина. В тях се натрупват и престояват до пълно узряване младите сперматозоиди.